# دارين زاك
دارين زاك هو لاعب كرة لينة كندي، ولد في 1960.